# Шемякін Андрій Михайлович
Андрій Михайлович Шемякін (12 січня 1955, Вільнюс, Литовська РСР, СРСР — 29 листопада 2023) — російський кінознавець, кінокритик, режисер документального кіно, культуролог, сценарист, кандидат філологічних наук, автор і ведучий програми «Документальна камера» на телеканалі «Культура», Президент Гільдії кінознавців і кінокритиків Росії (грудень 2012 — червень 2015 року), Віце-Президент Гільдії кінознавців та кінокритиків Росії (2015 — лютий 2023), Голова відбіркової комісії фестивалю документального кіно «Росія», Голова відбіркової комісії кінофестивалю рос. «Лучезарный Ангел», член Правління Гільдії кінодраматургів, викладач Вищої школи культурної політики МДУ та Старший викладач Вищої школи телебачення МДУ, керівник кіностудії «Кінокомпанія Шемякіна».

## Біографічні відомості
У 1977 закінчив романо-германське відділення філологічного факультету МДУ. У 1985 захистив кандидатську дисертацію з американської літератури кінця XVIII століття, з 1989 — старший, з 2000 — провідний науковий співробітник, з січня 2002 — завідувач Відділу сучасного вітчизняного кіно російського НДІ кіномистецтва.
З 1989 року — Член Спілки кінематографістів Росії.
Родина:
- Батько: Шемякін Михайло Михайлович (1908—1970) — Директор Інституту біоорганічної хімії (тепер носить його ім'я та ім'я академіка Ю. А. Овчиннікова).
- Мати: Кугатова-Шемякіна Галі Павлівна (1919—1970) — доктор хімічних наук, зав. лабораторією в Інституті біоорганічної хімії.

## Громадянська позиція
У березні 2014 року разом з понад 200 іншими російськими кінематографістами підписав звернення до українських колег зі словами підтримки і запевненнями, що вони не вірять офіційній пропаганді Кремля, яку поширюють провладні ЗМІ та проти російської військової інтервенції в Україну.

## Вибрана фільмографія
(російською)

### Документальні фільми
- 2007 — «Неизвестный Савва Кулиш: Грёзы о земле и небе» (авторы сценария А. Шемякин и О. Смакова, режиссер О. Смакова)
- 2007 — «Александр Ханжонков. Последний император». Фильм 1-й документального проекта «История киноначальников, или Строители и перестройщики» (ООО «Студия Андрея Шемякина» по заказу ГТРК «Культура»; автор идеи В. Фомин, автор сценария А. Шемякин при участии Н. Яковлевой; режиссер А. Ладога; монтаж: А. Демидов)
- 2008 — «30-е. Борис Шумяцкий. История советского Голливуда». Фильм 3-й документального проекта «История киноначальников, или Строители и перестройщики» (ООО «Студия Андрея Шемякина» по заказу ГТРК «Культура»; автор В. Фомин; режиссер Д. Лавриненко; редактор хроники Н. Яковлева; монтажА. Домбровский, И. Гафиров)
- 2008 — «Михаил Литвяков. Один день и вся жизнь» (из цикла «Документальная камера»; авторы сценария А. Шемякин, О. Кузнецова-Тарасова; режиссер О. Кузнецова-Тарасова)
- 2008 — «Заложники будущего». Фильм о жизни и творчестве Давида Давидовича Бурлюка — русского поэта, художника, одного из основоположников российского футуризма (из цикла «Документальная камера»; ООО «Студия Андрея Шемякина», авторы сценария А. Шемякин, Н. Евдаев; режиссер Р. Р. Кармен; операторы: Р. Р. Кармен, А. Шафран, А. Тайдаков)
- 2008 — «40-е: Иван Большаков. Киномеханик Сталина». Фильм 4-й документального проекта «История киноначальников, или Строители и перестройщики» (ООО «Студия Андрея Шемякина» по заказу ГТРК «Культура»; автор В. Фомин; режиссер А. Голикова; редактор хроники Н. Яковлева; монтаж А. Пасечный)
- 2008 — «50-е: Иван Пырьев. Иван-строитель». Фильм 5-й документального проекта «История киноначальников, или Строители и перестройщики» (ООО «Студия Андрея Шемякина» по заказу ГТРК «Культура»; автор В. Фомин; режиссер А. Ладога; редактор хроника Н. Яковлева; монтаж: А. Домбровский
- 2009 — «Виталий Мельников. Жизнь, кино» (из цикла «Документальная камера»; авторы сценария А. Шемякин, О. Тарасова; режиссер О. Тарасова)
- 2010 — «Андрей Эшпай: воплощение Музыки» (авторы сценария А. Шемякин, Е. Печкурова; режиссер Е. Печкурова)
- 2010 — «Школьный фильм, как документ времени» (из цикла «Документальная камера»; авторы сценария А. Шемякин, Е. Печкурова; режиссер Е. Печкурова)
- 2010 — «Танец и Время» (из цикла «Документальная камера»; авторы сценария А. Шемякин, Е. Печкурова; режиссер Е. Печкурова)
- 2011 — «60-е: „Оттепель“, или Тайные стратегии обновления». Фильм 6-й документального проекта «История киноначальников, или Строители и перестройщики» (ООО «Студия Андрея Шемякина» по заказу ГТРК «Культура»; автор В. Фомин; авторы сценария В. Фомин, Д. Хренова; режиссеры А. Шувиков, Д. Хренова; редакторы хроники Б. Борисов, М. Еременко; монтаж А. Домбровский)
- 2011 — «70-е: Золотой век „застоя“. Филипп Ермаш и Владимир Баскаков». Фильм 7-й документального проекта «История киноначальников, или Строители и перестройщики» (ООО «Студия Андрея Шемякина» по заказу ГТРК «Культура»; автор В. Фомин; авторы сценария: А. Шемякин, Д. Хренова; режиссер А. Голикова; монтаж А. Домбровский)
- 2011 — «80-е: Гибель империи Филиппа Ермаша». Фильм 8-й документального проекта «История киноначальников, или Строители и перестройщики» (ООО «Студия Андрея Шемякина» по заказу ГТРК «Культура»; автор В. Фомин; автор сценария М. Косинова; режиссер А. Голикова; редакторы хроники Б. Борисов, М. Еременко; монтаж А. Домбровский, И. Волков)
- 2011 — «90-е: Перемена участи». Фильм 9-й документального проекта «История киноначальников, или Строители и перестройщики» (ООО «Студия Андрея Шемякина» по заказу ГТРК «Культура»; автор В. Фомин; авторы сценария: Д. Хренова, А. Шемякин; режиссеры Н. Журавлева, Д. Хренова; редакторы хроники Б. Борисов, М. Еременко; монтаж А. Пасечный, А. Домбровский)
- 2015 — «Не все о моей маме». Об учёном-химике Г. Кугатовой-Шемякиной рассказывает сын — культуролог и телеведущий Андрей Шемякин (ООО «Студия Андрея Шемякина»; режиссёр Виктория Лопач; в 2015 году фильм вошел в специальную программу Международного фестиваля документального кино «Флаэртиана»)
- 2018 — «Грёзы о советском Голливуде». Фильм 1-й проекта Валерия Фомина «Наше кино. Чужие берега» (ООО «Студия Андрея Шемякина» по заказу ГТРК «Культура»)
- 2018 — «Мы на горе всем буржуям…». Фильм 2-й проекта Валерия Фомина «Наше кино. Чужие берега» (ООО «Студия Андрея Шемякина» по заказу ГТРК «Культура»; режиссер Е. Демидова; звукорежиссер В. Брус; худ. руководитель А. Шемякин; продюсеры: Н. Лисовская, В. Голиков)
- 2018 — «Дружба заклятых врагов». Фильм 3-й проекта Валерия Фомина «Наше кино. Чужие берега» (ООО «Студия Андрея Шемякина» по заказу ГТРК «Культура»; режиссер А. Голикова; звукорежиссер В. Брус; худ. руководитель А. Шемякин; продюсеры Н. Лисовская, В. Голиков)
- 2018 — Смерть на взлёте (фильм 4-й проекта Валерия Фомина «Наше кино. Чужие берега»); производство: ООО «Студия Андрея Шемякина» по заказу ГТРК «Культура»; режиссер С. Карчевина; звукорежиссер В. Брус; худ. руководитель А. Шемякин; продюсеры: Н. Лисовская, В. Голиков
- 2019 — «Илья Кормильцев. В поисках цельного человека». К 60-летию крупнейшего рок-поэта, прозаика, переводчика, издателя, гуманитарного мыслителя Ильи Кормильцева (автор Андрей Шемякин, режиссёр Анна Голикова)
- 2020 — «Путешественники с багажом холодной войны» (цикл «Документальная камера», ООО «Студия Андрея Шемякина» для ТК «Россия-Культура»; автор А. Шемякин; режиссер Е. Толдонова)
- 2021 — «На пепелище». О первом послевоенном десятилетии, вошедшее в историю Советского кино как эпоха «малокартинья». Фильм 5-й проекта Валерия Фомина «Наше кино. Чужие берега» (ООО «Студия Андрея Шемякина» по заказу ГТРК «Культура»)
- 2021 — «После золота серебро». О кинематографе «оттепели», который стал серебряным веком нашего кино. Фильм 6-й проекта Валерия Фомина «Наше кино. Чужие берега» (ООО «Студия Андрея Шемякина» по заказу ГТРК «Культура»)
- 2021 — «Наш паралич лучший в мире». О 70-х годах ХХ века в Советском кино. Фильм 7-й проекта Валерия Фомина «Наше кино. Чужие берега» (ООО «Студия Андрея Шемякина» по заказу ГТРК «Культура»)
- 2021 — «Цена свободы». О «перестройке» в кинематографе. Фильм 8-й проекта Валерия Фомина «Наше кино. Чужие берега» (ООО «Студия Андрея Шемякина» по заказу ГТРК «Культура»)
- 2021 — «Оттепель старшего поколения, или Второе дыхание» (ООО «Студия Андрея Шемякина», автор А. Шемякин, режиссер А. Борисов)

### Сценарії програм із циклу «Документальний екран» (2000—2002)
- 2000 — «Екатеринбург — 1999 Фестиваль без конца и без края» (сценарный дебют, 52 мин., режиссер Руслан Заварзин)
- 2000 — «Госфильмофонд — Память века» (52 мин., режиссер Леонид Ситников)
- 2002 — «Время по Виноградову» (режиссер Людмила Сукач)
- 2002 — «Прощание славянки. История одного кадра» (режиссер Людмила Сукач)

### Сценарії програм із циклу «Документальний екран» телеканалу «Культура»
- 2006 — «80-е — парадоксы свободы» (режиссер Ольга Тарасова)
- 2006 — «Восток — дело тонкое» (режиссер Ольга Тарасова)
- «Документальный Дрейер. Показать Невидимое» (режиссер Наталия Примакова)
- «Послесловие: Вадим Абдрашитов — Александр Миндадзе, 50 лет одиночества» (режиссер Елена Алфёрова)
- «Ритуалы и зрелища в Обществе Спектаклей» (режиссер Ольга Тарасова)
- «Сквозь дыры в железном занавесе» (режиссер Андрей Ладога/Нянькин/)
- «Тревожные ландшафты природы» (режиссер Ольга Тарасова)
- «Тугие узлы истории» (режиссер Андрей Ладога/Нянькин/)
- «Хиты и провалы в документальном кино» (режиссер Андрей Ладога/Нянькин/)
- «Варшава — город культурной памяти» (режиссер Светлана Харчевина)
- «Мадрид — город исторической памяти» (режиссер Георгий Сушко)

### Сценарії документальних фільмів
- «Алексей Дидуров — жизнь после» (режиссер Анна Голикова)
- «Андрей Тарковский — невозвращение ветра» (режиссер Светлана Харчевина)
- «Заложники будущего» (единственная режиссерская работа оператора Романа Кармен-мл.)
- «Илья Кормильцев. В поисках цельного человека» (режиссер Анна Голикова)
- «Колин Росс — учитель Дьявола» (режиссеры Анна Голикова, Кирилл Захаров)
- «Не всё о моей маме» (режиссер Виктория Лопач)
- «Отец в командировке» (режиссер Виктория Лопач)
- «Свои неродные, Или Никто не хотел убивать» (режиссер Виктория Лопач)
- «СССР-ЧССР.1918/1968: Сон о несправедливом возмездии» (режиссер Анна Голикова)

### Виданий сценарій
- «Террор в кино и наяву» Философский журнал Елены Петровской «Синий диван».№ 19

### Поставлений сценарій, замовлений іншою студією
- 2009 — «Борис Барнет. Легенда о режиссёре» (режиссер Андрей Разумовский-младший. Студия «Фора-фильм»)